# Assamesiska
Assamesiska, eller asamiya, är ett indoariskt språk med drygt 15 miljoner talare, som främst talas i den indiska delstaten Assam, där det är ett officiellt språk. Det talas även i andra delar av nordöstra Indien och av smärre grupper i Bangladesh och Bhutan. Dess närmaste släktspråk är bland andra oriya och rajbanshi. Naga pidgin är ett pidginspråk som baserar sig på assamesiska..
Språket skrivs med assamesiska skriftsystemet som är en version av bengalialfabetet.

## Historia
De första arierna kom till Assam på 1000-talet f.Kr. och detta anses ha skett utan våld. Den assamesiska språkhistorien börjar på 500-talet.. Det första litterära verket på assamesiska, Prahlada Charitr av poeten Hema Saraswati, är från slutet av 1200-talet. Den tidigaste kände författaren anses vara Hema Saraswati. Den mellersta perioden för språket börjar på 1500-talet, när Ahomhärskarna antog assamesiska som hovspråk. Modern assamesiska räknas från början av 1800-talet, när kristna missionärer översatte Bibeln till assamesiska.
Nutida assamesiska bygger på en östlig dialekt, sibsagar. Språket standardiserades av britterna 1872.

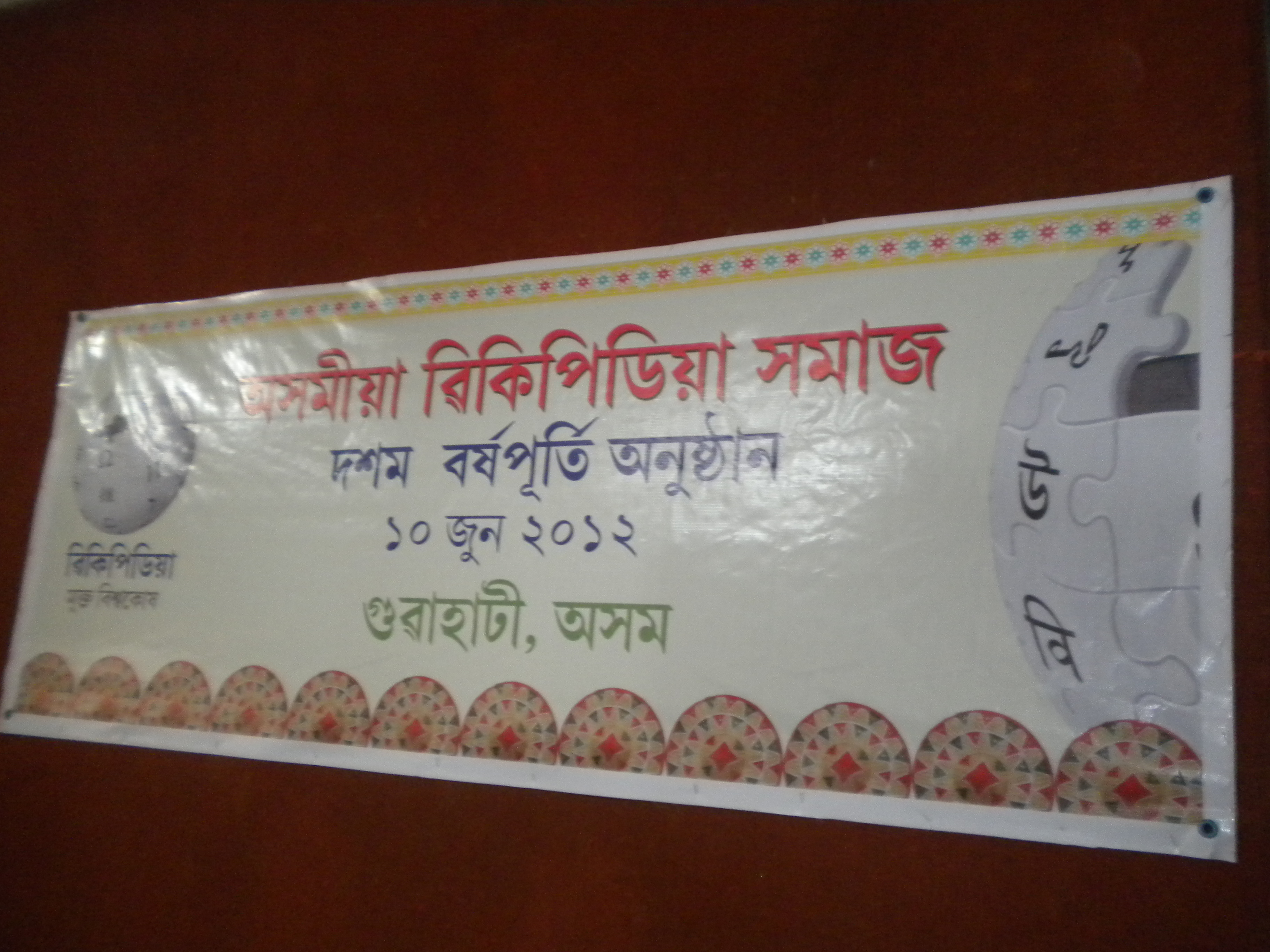
10-årsjubileum av assamesiska Wikipedia år 2012.

## Fonologi

### Vokaler
|            | Främre | Central | Bakre |
| ---------- | ------ | ------- | ----- |
| Sluten     | i      |         | ʊ ~ u |
| Halvsluten | e      |         | o     |
| Halvöppen  | ɛ      |         | ɔ     |
| Öppen      |        | a       |       |

Källa:

### Konsonanter
|             |             | Labial   | Alveolar | Palatal | Velar    | Glottal |
| ----------- | ----------- | -------- | -------- | ------- | -------- | ------- |
| Nasal       | Nasal       | m        | n        |         | ŋ        |         |
| Klusil      | Norm.       | p \| b   | t \| d   |         | k \| g   |         |
| Klusil      | Asp.        | pʰ \| bʱ | tʰ \| dʱ |         | kʰ \| ɡʱ |         |
| Frikativ    | Frikativ    |          | s \| z   |         | x        | h       |
| Likvid      | Likvid      |          | r ~ l    |         |          |         |
| Approximant | Approximant | w        |          | j       |          |         |

Källa:

## Grammatik
Det finns sex kasus i assamesiska: nominativ, genitiv, dativ, ackusativ, instrumentalis och lokativ. Pronomen har olika former beroende på hur mycket respekt vill talaren visa. Det finns även en skillnad mellan kön såsom i svenskan. Ordföljden är S-O-V..
Räkneord på assamesiska:
| ০        | ১    | ২     | ৩      | ৪      | ৫     | ৬     | ৭     | ৮     | ৯    | ১০    |
| -------- | ---- | ----- | ------ | ------ | ----- | ----- | ----- | ----- | ---- | ----- |
| /xuinno/ | /ek/ | /dui/ | /tini/ | /sari/ | /pas/ | /soy/ | /xat/ | /ath/ | /no/ | /dɔx/ |
| 0        | 1    | 2     | 3      | 4      | 5     | 6     | 7     | 8     | 9    | 10    |